# کلاته حاجی‌عطا
کلاته حاجی‌عطا روستایی در دهستان درمیان بخش مرکزی شهرستان درمیان استان خراسان جنوبی ایران است. بر پایه سرشماری عمومی نفوس و مسکن در سال ۱۳۹۰ جمعیت این روستا ۷۶ نفر (در ۲۶ خانوار) بوده است.